# Notre-Dame-du-Rosaire
Notre-Dame-du-Rosaire è un comune del Canada, situato nella provincia del Québec, nella regione di Chaudière-Appalaches.